# 예실불
예실불(芮悉弗, ?~?)은 고구려의 사신이다.

## 생애
504년, 고구려의 사신으로 북위에 파견되어 효문제를 동당(東堂)에서 만났으며, 근래에 주변 국가들 때문에 조공이 원활하지 못하다는 사실을 전했다.